# うる星やつら 〜ディア マイ フレンズ〜
『うる星やつら 〜ディア マイ フレンズ〜』（うるせいやつら-）は、ゲームアーツが1994年4月15日に発売したメガCD用ポイント・アンド・クリックアドベンチャーゲーム。

## 概要
『ゆみみみっくす』に続く、ゲームアーツのメガCD専用のインタラクティブコミック第2弾。ストーリーは諸星あたるを主人公にした完全オリジナルで、画面にある対象物を「話す」「見る」「取る」などのカーソルで選んで反応を見ることで話が進む。ストーリーには関係のない反応やアイテム入手も多いが、原作キャラクターが出てくる事もあるので、そういったものを見つけ出す楽しみ方も出来る。
ストーリーの合間合間にドット絵で作られるアニメーションが挿入される形をとっているが、同社が1993年に発売した『ゆみみみっくす』、SSの『だいなあいらん』と違いアニメーション途中に選択肢が出たり、マルチエンディングの要素はない。

## ゲーム内容

### ミニゲーム
ゲーム中のアイテムとしてゲームのカセットが存在する。ゲーム中のゲーム機に使うと実際にミニゲームが遊べるが、プレイ出来るのは序盤のみである。
- コタツネコのしあわせ　エピソード2　☆（ほし）に願いを
  - 原作キャラクター「願い星」から、たい焼きとコタツが上から落ちてくるのでコタツネコを操作し時間制限内に、たい焼きを獲得していく。コタツにあたるとタイムロスになる。1日目午前11時からスタートし3日目午後8時をクリアでオールクリアとなる。

- マキシマム・スピード
  - エアロバイクに乗った弁天を操作し敵を撃つシューティングゲーム。ウィリアムス社の『ディフェンダー』によく似ており、クリスタルが全て破壊される前にノルマをクリアしていく。

- 亜空間ファイター無限大 ダッシュ ニトロ
  - 対戦格闘ゲームで、ラム、飛鳥涼子、藤波竜之介、三宅しのぶの4人が登場する。同キャラ対戦が可能で対人戦も可能となっている。裏技「ニトロモード」でゲームスピードを上げる事も可能。

## ストーリー
ある土曜日の午後、諸星あたるはガールハントに出掛けようとするが、ラムに見つかってしまう。あたるはガールハントをごまかすために、学校に忘れ物をしたと言い出かけようとするが、ラムはあたるについてきてしまう。
そんな時にランから引っ越し祝いの招待状、面堂の飼いタコ・赤丸捜索、錯乱坊の依頼などの話がやってくる。あたるはそれを謝礼目当てやサクラに会う口実にするために、ある場所を行ったり来たりする行動を取る。
だがそれは、錯乱坊の代々に伝わる古文書『友引預言書』に伝わる行動であった為、あたるは偶然にも「魔人」を呼び出してしまうのだった。

## 登場キャラクター
| - 諸星あたる - 面堂終太郎 - 三宅しのぶ - 藤波竜之介 - 面堂了子 - 尾津乃つばめ - メガネ | - ラム - テン - サクラ - ラン - 竜之介の父 - 因幡 - 錯乱坊 |

- 役名表記なし（声：三田ゆう子、西村智博、立木文彦）

ゲームオリジナルキャラクター
- サーラ

声：金丸日向子
人間の世界では魔界や天界と呼ばれるところの住人。あたるの行動により召喚されてしまうが、その際に母親サンドラの「力の源」であるクリスタルのペンダントを持ち出していた。サンドラから絶対に怒らせるなと忠告を受けるが、すでに手遅れだった。
- サンドラ

声：小山茉美
サーラの母親。サーラを止めるため異空間から友引町にやってくるが、その際にサクラと重なりサクラの体を誤って乗っ取ってしまう。
声があてられている端役
アニメとは声優がほぼ異なるが、基本的にストーリーには関わってこない。
| - ウェンディ（声：小山茉美） - カルラ（声：三田ゆう子） - パーソナルコントローラー（声：立木文彦） - 銀河行商人組合の行商人（声：立木文彦） - フラワーショップ「ぼけや」のおねえさん（声：三田ゆう子） - 仏滅高校総番（声：千葉繁） - 栗子 - 麺子 - 泉（声：三田ゆう子） - トラジマ（声：西村智博） - プール妖怪 | - かえで（声：三田ゆう子） - 黒メガネ（声：西村智博、立木文彦） - 錯乱坊の妹(サクラの母)（声：永井一郎） - キツネ（声：三田ゆう子） - しのぶの母（声：杉山佳寿子） - 雨森露子（声：杉山佳寿子） - 長十郎 - 汁夫（声：鈴置洋孝） - アフターケアーキッド28号（声：西村智博） - はんぎゃ（声：西村智博） - 運命製造局員（声：島津冴子） |

## 音楽

### 主題歌
オープニングテーマ
「ほんの少しの勇気」
作詞 - HIRO / 作曲 - HIRO / 編曲 - 小西貴雄 / 歌 - HIRO
エンディングテーマ
「最後の一歩」
作詞 - HIRO / 作曲 - HIRO / 編曲 - 小西貴雄 / 歌 - HIRO

## スタッフ
- 原作 -高橋留美子
- 監督 - 上坂哲
- 助監督 - 石井一豊
- 脚本、演出 - 上坂哲、須永有三、月島とほる
- キャラクター設定/作画監督 - 番場進
- 美術/設定/作画 - 押木賢
- プログラム
  - 岡部博明
  - 工藤直樹
  - 金井秀樹
  - 渡谷光浩
  - 中村博史
- 音楽/効果音
  - ツーファイブ
  - 音響監督
    - 溝口功

  - 作曲/編曲
    - 大熊謙一

  - 音響編集
    - 岩垂徳行
    - 谷本真規
    - 岡林玲子
- 録音監督
  - 斯波　重治
- アニメーション制作協力
  - スタジオディーン
- 作画監督 - 中嶋敦子
- 作監補 - 斎藤　哲人
- 原画
  - 佐々木正勝
  - 斎藤哲
  - 山本直子
  - 遠藤麻美
  - 大黒堂
- プロデュース　－　宮路洋一、菅沼孝夫
- 制作　－　上村眞理子

## 評価
ゲーム誌『ファミコン通信』の「クロスレビュー」では、8・8・7・6の合計29点（満40点）、『メガドライブFAN』の読者投票による「ゲーム通信簿」での評価は以下の通り、24.5点（満30点）となっている。
| 項目 | キャラクタ | 音楽 | お買得度 | 操作性 | 熱中度 | オリジナリティ | 総合 |
| 得点 | 4.6        | 4.0  | 3.8      | 4.1    | 3.9    | 4.0            | 24.5 |